# دانيال أندرسن
دانيال أندرسن (بالدنماركية: Daniel Andersen)‏ هو ملحن دنماركي، ولد في 25 نوفمبر 1885 في Rønne ‏ في الدنمارك، وتوفي في 30 أبريل 1959 في كوبنهاغن في الدنمارك.